# 長谷川忠男
長谷川 忠男（はせがわ ただお、1944年8月31日 - 2020年12月20日）は、日本の政治家。山口県議会議員（柳井市選挙区選出）、同副議長、自由民主党山口県連幹事長を歴任した。

## 学歴
- 山口県桜ヶ丘高等学校卒業
- 明治大学卒業

## 経歴
- 藤和不動産社員
- 参議院議員大松博文秘書
- 衆議院議員佐藤栄作秘書
- 衆議院議員佐藤信二秘書
- 柳井市議会議員3期
- 山口県議会議員5期
- 山口県議会文教警察委員長
- 山口県議会議会運営委員長
- 山口県議会副議長
- 自民党山口県連幹事長
- 学校法人山口県桜ヶ丘学園理事長

## 選挙
- 1974年 柳井市議会議員（自民党公認）初当選 30歳
- 1978年 柳井市議会議員（自民党公認）再選 34歳
- 1982年 柳井市議会議員（自民党公認）3選 38歳
- 1987年 山口県議員議員・柳井市区（無所属）初当選 43歳（自民党現職山本眞太郎を破る）
- 1991年 山口県議会議員・柳井市区（自民党公認）再選 47歳（無投票）
- 1993年 柳井市長選挙落選（無所属） 49歳（無所属新人河内山哲朗に敗れる）
- 1995年 山口県議会議員選挙・柳井市区（無所属＝新進党、公明推薦）落選 51歳（自民党現職岸田松治に敗れる）
- 1999年 山口県議会議員・柳井市区（無所属）3選 55歳（自民党現職岸田松治、無所属新人塚本誠治を破る）
- 2003年 山口県議会議員・柳井市区（自民党公認）4選 59歳（無投票）
- 2007年 山口県議会議員・柳井市区（自民党公認）5選 63歳（民主党推薦無所属新人井原健太郎を破る）
- 2009年 柳井市長選挙落選（無所属） 64歳（無所属新人井原健太郎に敗れる）

選挙にまつわるエピソード
- 市議選では3連勝、県議選は5勝1敗だったが、柳井市長選は2回挑んで2回とも敗退している。
- 県議選初陣で破った山本眞太郎は、のちに2008年4月の衆院選山口2区補選で長谷川自身が選対本部長を勤めた自民党公認山本繁太郎候補（落選）の実父。

## 著書
- 『忍従の沖縄と大和人』近代文芸社、1997年
- 『ありがたき、命担保の一万票』文芸社、2006年
- 『敗軍の将　兵を語る』文芸社、2010年